# Blastus tenuifolius
Blastus tenuifolius är en tvåhjärtbladig växtart som beskrevs av Friedrich Ludwig Diels. Blastus tenuifolius ingår i släktet Blastus och familjen Melastomataceae. Inga underarter finns listade i Catalogue of Life.